# 愛洲久忠
愛洲 久忠（あいす ひさただ、享徳元年（1452年） - 天文7年（1538年））は、室町・戦国時代の兵法家。陰流の始祖。伊勢国（現在の三重県）出身。号は移香斎（いこうさい）。惟孝、勝秀と書かれる場合もある。
剣聖・上泉信綱は弟子と伝えるが、久忠の子・小七郎の弟子とする説もある。

## 生涯
子孫である秋田県の平澤家に伝わる文書・『平澤家伝記』（久忠の9世孫・平澤通有の著）によると、本名は愛洲太郎久忠、また左衛門尉や日向守と称したという。移香斎は法名である。幼少より剣術の才能があったため、武者修行をもって生業とし、諸国を巡ったり上洛したりしたと伝わる。
『剣道の発達』（下川潮、1925年）では、『足利季世記 五』の「伊賀国に日置弾正忠豊秀と云者出来て、當流を射初め、故流の射形異形なりとて日本弓修行して江洲（滋賀県）に来り、佐々木高頼・同定頼二代に仕え弓の師と成り、入道して瑠璃光坊と号す。以徳遍く日本を廻り弓の弟子を尋ぬる、云々」とあるのが彼の武者修行の初見としており、また修業地域も近畿地方に限定されている。
平澤家が伝えていた「平沢氏家伝文書」によると、久忠は若い頃に九州や関東、明まで渡航したという。36歳のとき日向国鵜戸の岩屋（現・宮崎県日南市鵜戸村）に参籠して霊験により開眼し、陰流を開いた。晩年は日向守と称し日向に住み、天文7年（1538年）、87歳で死去した。家は子の小七郎宗通（元香斎）が継いだ。
一方で日向国鵜戸の修行について、秋田市の武道史家・青柳武明は「日本剣法の古流陰流と愛洲移香」（『歴史公論』1935年10月号収録）のなかで新陰流外の伝えであって信用に足りないとし、尾張柳生流の柳生厳長は『剣道八講』（島津書房、1998年）で、正統伝書にないとしてこれを否定している。
小七郎宗通は永禄7年（1564年）に常陸の佐竹義重に仕え、天正3年（1575年）に猿飛陰流と流派を改名したともいわれる。ただし、平澤家の文書では陰流となっているようである。

一説には久忠は若いときに各地へ渡航し、明にまで行ったとされる。このことに対し、『武芸流派大事典』（綿谷雪編、1978年）では、海外での貿易・略奪にかかわるものではないかとしている。また、久忠の出身とみられる伊勢愛洲氏がこれに従事したと考えられるため久忠も関係があったとされている。また晩年の日向に住んだことについて、綿谷雪は『武芸小伝』（1971年）で鵜戸明神神職になったことを意味するのではとしている。

山科言継の日記『言継卿記』には、愛洲久忠から上泉信綱を経て言継に伝わったという「愛洲薬」がたびたび登場する。

## 愛洲移香斎が登場する作品
- 藤沢周平「飛ぶ猿 ― 愛洲移香斎」（『決闘の辻　藤沢版新剣客伝』所収）
- 山田風太郎「柳生十兵衛死す」
- 好村兼一『影と胡蝶 影流開祖愛洲移香伝』（2012年9月15日、光文社）ISBN 978-4334928506

## 陰流
- 陰流